# Willy Schärer
Wilhelm "Willy" Schärer, född 20 september 1903, död 20 november 1982, var en schweizisk friidrottare.
Schärer blev olympisk silvermedaljör på 1 500 meter vid sommarspelen 1924 i Paris